# Víktor Shklovski
Víktor Borísovich Shklovski (en ruso: Ви́ктор Бори́сович Шкло́вский; San Petersburgo, 24 de enero de 1893; Leningrado, 6 de diciembre de 1984) fue un crítico, escritor y panfletista ruso y soviético. Presentó algunos conceptos básicos de la teoría del formalismo, obras de arte de carácter tradicional y un conjunto de técnicas utilizadas sobre el mismo autor. Fue un escritor prolífico y escribió novelas de historia, crítica cinematográfica y reseñas de Lev Tolstói, Fiódor Dostoevski y Vladímir Mayakovski y también fue uno de los primeros teóricos del llamado formalismo ruso.

## Vida y obra
Nacido en San Petersburgo, Rusia, hijo de un maestro de escuela primaria de ascendencia judía que luego continuó su educación y finalmente enseñó matemáticas en la escuela de artillería del Ejército Imperial Ruso; su abuelo materno era alemán. Estudió filología clásica en su ciudad natal de San Petersburgo.
Durante la Primera Guerra Mundial, se ofreció voluntario para el Ejército Ruso y finalmente se convirtió en instructor de conducción para unidades de blindados ligeros en San Petersburgo, como describen sus memorias, «Сентиментальное путешествие. Воспоминания» (Sentimentálnoie puteshéstvie. Vospominániya; Un viaje sentimental. Memorias). Allí, en 1916, fundó la (Óbschestvo izuchéniya POetícheskogo YAZyká (OPOYAZ) —Sociedad para el estudio del lenguaje poético—), uno de los dos grupos, con el Círculo Lingüístico de Moscú, que desarrollaron las teorías críticas y técnicas del formalismo ruso.
Participó en la Revolución de Febrero de 1917. Entonces fue enviado por el Gobierno provisional ruso como comisario adjunto a Frente Suroeste donde fue herido y donde consiguió una medalla al valor. Después de esto, fue comisario adjunto del Cuerpo Expedicionario ruso en Persia (véase Campaña Persa).
Shklovski regresó a Petrogrado a principios de 1918, después de la Revolución de octubre y se unió a los Social Revolucionarios (SR). Cuando la prensa bolchevique acusó al SR de "actividades contrarrevolucionarias" a principios de 1922 y los primeros líderes del SR fueron arrestados, Shklovski se escondió. En marzo de 1922, huyó a Finlandia a través del helado Mar Báltico, dejando atrás a su esposa. Sus experiencias durante los años revolucionarios y de la guerra civil son el tema del libro Un viaje sentimental (Sentimentálnoie puteshéstvie), que finaliza con su llegada a Berlín.
En Berlín, Shklovski vivió desde abril de 1922 hasta junio de 1923 en Kaiserallee (hoy Bundesallee). Allí participó en numerosos eventos de emigrantes rusos en parte, publicó sus propios libros, entre ellos Zoo o Cartas no sobre el amor (Zoo ili pisma ne o liubví), publicado en muchos idiomas y su mayor éxito literario. El volumen contiene su correspondencia en Berlín con Elsa Triolet de Moscú, de quien se había enamorado pero que lo rechazó. La trigésima y última carta, sin embargo, fue dirigida al Comité Ejecutivo Central de la URSS en Moscú, en la que Shklovski pidió permiso para regresar. 
Después de que Maxim Gorki y Vladímir Mayakovski defendieron a Shklovski con las autoridades soviéticas, regresó a Moscú. Se convirtió en uno de los principales teóricos de la literatura y el cine, pero tuvo que criticar su compromiso con las obras experimentales como un "error científico" en 1930 en el curso de la lucha del partido contra las corrientes modernistas en el arte y la literatura.
Durante la era de Stalin, pudo publicar muy poco. En 1934 fue uno de los autores (en su mayoría anónimos) de una antología editada por Maxim Gorki sobre la construcción del Canal Mar Blanco-Báltico construido por presos del GULAG (Kanal ímeni Stálina - El canal Stalin; el libro fue prohibido nuevamente en 1937). Participó en este proyecto porque su hermano Vladímir fue encarcelado en uno de los campos de trabajos forzados. En una entrevista con Serena Vitale en 1979, Shklovski describió los eventos de la siguiente manera: “Nosotros [mi hermano y yo] no nos habíamos visto en mucho tiempo, y él sabía que la OGPU estaba muy interesada en mí y no quería ponerme en peligro. (...) Contuve mis lágrimas cuando lo vi. Le susurré: '¿Me reconoces?' "No", respondió con voz firme, temía por mí. ¿O frente a mí?” El jefe de la GPU, Guénrij Yagoda, insistió personalmente a Shklovski a viajar y aprobó la reunión con su hermano. Pero Shklovski no pudo lograr ningún alivio para su hermano, que no sobrevivió al trabajo forzoso. 
En 1937, escribió el texto del volumen Plan general de reconstrucción de la ciudad de Moscú (con ilustraciones de Aleksandr Ródchenko), que documentaba la reconstrucción de la capital soviética, informes, según testigos presenciales vivió Schlowski durante este tiempo por temor a la persecución, y su hermano Vladímir fue primero prohibido, luego condenado a trabajos forzados, y finalmente en 1937 (otras afirmaciones de 1939 o posteriores) en las purgas estalinistas disparadas. Nadezhda Mandelstam, esposa del poeta perseguido Ósip Mandelshtam, informó más tarde que el apartamento de Shklovski era un lugar de refugio para los marginados por el régimen. En ese momento, se comprometió a contarle al mundo sobre el terror como un "testigo ocular". Sin embargo, al final no lo hizo. Bajo la presión de los funcionarios culturales del partido, incluso participó en los ataques de 1944 contra el satírico Mijaíl Zóschenko. 
No fue hasta el deshielo posterior a la muerte de Stalin en 1953 que fue reconocido nuevamente como un teórico literario. Pero se mantuvo alejado de los escritores, que empezaron con críticas cautelosas al régimen. Tampoco firmó ninguno de los llamamientos sensacionalistas a nivel internacional para los escritores atacados por el partido desde finales de la década de 1950, desde Borís Pasternak y Veniamín Kaverin hasta Andréi Siniavsky y Yuli Daniel hasta Aleksandr Solzhenitsyn.
Actuó públicamente hasta el final de su vida. También en el extranjero se lo consideraba un excelente representante de las humanidades en la Unión Soviética.

## Trabajo
En 1916, fue uno de los cofundadores de OPOYAZ (Общество изучения поэтического языка - Sociedad para el estudio del lenguaje poético), uno de los dos grupos que desarrollaron las teorías y técnicas críticas del formalismo ruso con el Círculo Lingüístico de Moscú .
Shklovski desarrolló el concepto de "extrañamiento" («остранение») en literatura. Describe este concepto como lo siguiente:

El propósito del arte es el de impartir la sensación de las cosas como son percibidas y no como son sabidas (o concebidas). La técnica del arte de 'extrañar' a los objetos, de hacer difíciles las formas, de incrementar la dificultad y magnitud de la percepción encuentra su razón en que el proceso de percepción no es estético como un fin en sí mismo y debe ser prolongado. El arte es una manera de experimentar la cualidad o esencia artística de un objeto; el objeto no es lo importante. (Shklovski, «Искусство как приём», "Art as Technique", "El arte como técnica").

Dicho de otro modo, el arte presenta a los objetos desde otra óptica. Los arranca de su percepción automatizada y cotidiana dándoles vida en sí mismos, y en su reflejo en el arte. O sea, según Shklovski la función del arte rompe con la inercia, nos saca de la automatización, los objetos no son relevantes, sino que el relato que está detrás.
El trabajo de Shklovski impulsó al formalismo ruso a ver la actividad literaria como una parte integral de la práctica social, una idea que se volvió significativa para el trabajo de Mijaíl Bajtín y las Escuelas de Semiótica de Rusia y Praga.
Además de estudios sobre escritores como Laurence Sterne, Maxim Gorki, León Tolstói y Vladímir Mayakovski , así como sobre actores y directores, etc. a Charlie Chaplin y Serguéi Eisenstein , también escribió novelas históricas y cuentos, en su mayoría dedicados a personajes de la historia de Rusia, así como bocetos autobiográficos. Este último incluye Gámburgski schot (La escala de Hamburgo), 1926). Según Shklovski, el título representa el rango real y la influencia de una persona en una sociedad, desviándose de la jerarquía oficial. Lo remonta a la tradición de los luchadores de circo de Hamburgo, que siempre aparecían en peleas de exhibición preestablecidas, pero una vez al año a puerta cerrada en un torneo real determinaban a los más fuertes entre ellos. Pero el nombre del ganador nunca se reveló al público. Sin embargo, estas competiciones de lucha libre no están documentadas para Hamburgo, aparentemente es un producto de fantasía.
Shklovski fue uno de los primeros escritores serios de películas. En 1923, se publicó una colección de sus ensayos y artículos sobre cine (Literatura y Cinematografía, primera edición en inglés 2008). Fue un amigo cercano del director Serguéi Eisenstein y publicó una extensa evaluación crítica de su vida y obra (Moscú 1976, sin traducción al inglés).
A partir de la década de 1920 y hasta bien entrada la de 1970, Shklovski trabajó como guionista en numerosas películas soviéticas, una parte de su vida y obra que, hasta ahora, ha recibido una atención muy limitada. 
Murió en 1984 en Moscú, Shklovski está enterrado en el cementerio de Kúntsevo.